# 森園みるく
森園 みるく（もりぞの みるく、英: Milk Morizono 、1957年12月25日 - ）は、日本の漫画家、写真家。山口県徳山市（現・周南市）出身。本名：溝口 比呂子。

『アナザー・パートナー』に収録
Rachel Matt Thorn

## 来歴
- デザイン会社勤務を経て、1981年に小学館の『別冊少女コミック』で少女漫画家としてデビュー[2]。
- 1987年頃から、活動の場をレディースコミックに移し[2]、濃厚な筆致と過激なセックス描写で人気を博す。
- 2003年にエミ・エレオノーラを被写体としたポストカード集『音楽芸者 エミ・エレオノーラ』を発表。

代表作は『キアラ』（原作：桐野夏生）、『ほんとうに怖い童話』（原作：村崎百郎）など。

## 作品

### 単行本コミック
- 勝手に専科（小学館）〈フラワーコミックス〉全3巻

1. 1983年4月 ISBN 4-09-131161-X、2. 1983年10月 ISBN 4-09-131162-8、3. 1983年12月 ISBN 4-09-131163-6
- 今夜もセクシャル（小学館）〈フラワーコミックス〉1984年12月、森園みるく傑作集1、ISBN 4-09-131691-3
- 不死鳥ドールズ（小学館）〈フラワーコミックス〉1985年7月、森園みるく傑作集2、ISBN 4-09-132081-3
- なにかいいことしない?子猫ちゃん（小学館）〈フラワーコミックス〉全2巻

1. 1986年3月 ISBN 4-09-132241-7、2. 1986年6月 ISBN 4-09-132242-5
- 銀幕の恋人たち（小学館）〈フラワーコミックス〉1986年5月、ISBN 4-09-139051-X
- あぶない恋人たち（大陸書房）(ルージュ・コミックス）1987年12月、ISBN 4-8033-1289-3
- オールナイトロング（大陸書房）(ルージュ・コミックス）1988年2月、ISBN 4-8033-1907-3
- 抱かれたい女（秋田書店）〈Akita lady's comics〉1989年6月、ISBN 4-253-12080-6
- ミルキィピンク（大陸書房）〈Menuett comics〉1989年7月、ISBN 4-8033-2305-4
- ミルキィポップ（大陸書房）〈Menuett comics〉1989年7月、ISBN 4-8033-2306-2
- ミルキィパーティー（大陸書房）〈Menuett comics〉1989年8月、ISBN 4-8033-2316-X
- ミルキィパニック（大陸書房）〈Menuett comics〉1989年8月、ISBN 4-8033-2317-8
- Feel So Bad（双葉社）1989年10月、ISBN 4-575-33091-4
- カクテル・ストーリーズ（祥伝社）1989年10月、ISBN 4-396-76002-7
- スレーブ・トゥ・ラブ（祥伝社）1989年11月、ISBN 4-396-76004-3
- デザイアー（祥伝社）1989年12月、ISBN 4-396-76007-8
- 香港遊戯（祥伝社）Feel comics gold）1990年3月、ISBN 4-396-76009-4
- ニューヨークストーリーズ New York stories（祥伝社）Feel comics gold）1990年3月、ISBN 4-396-76008-6
- ヴィーナス・パーティー（祥伝社）Feel comics gold）上下全2巻

1. 1990年8月 ISBN 4-396-76015-9、2. 1990年8月 ISBN 4-396-76016-7
- ミルキィパッション（大陸書房）〈Menuett comics）1990年9月、ISBN 4-8033-3057-3
- ミルキィP.S.（大陸書房）〈Menuett comics）1990年9月、ISBN 4-8033-3058-1
- デジャヴュ Déjà vu（祥伝社）Feel comics gold）1990年12月、ISBN 4-396-76018-3
- クリスタル・ローズ（祥伝社）Feel comics 1991年3月、ISBN 4-396-76022-1
- さぶとJUNE（双葉社）アクションコミックス 1991年4月、ISBN 4-575-93252-3
- 神々の黄昏（祥伝社）Feel comics gold）1991年8月、ISBN 4-396-76028-0
- LUST（祥伝社）Feel comics 1991年10月、ISBN 4-396-76031-0
- ハイ・ライフ（祥伝社）Feel young comics）上下全2巻、桐野夏生：原案

1. 1992年4月 ISBN 4-396-76041-8、2. 1992年4月 ISBN 4-396-76042-6
- HIMIKO（祥伝社）Feel comics 1992年5月、ISBN 4-396-76043-4
- キアラ（祥伝社）Feel comics）全6巻

1. 1992年10月 ISBN 4-396-76052-3、2. 1993年5月 ISBN 4-396-76071-X、3. 1993年7月 ISBN 4-396-76075-2
4. 1992年3月 ISBN 4-396-76091-4、5. 1994年5月 ISBN 4-396-76095-7、6. 1994年7月 ISBN 4-396-76102-3
- 華鏡（祥伝社）Feel young comics 1992年12月、ISBN 4-396-76060-4
- 幸福を売る男（祥伝社）Feel comics 1993年3月、ISBN 4-396-76067-1
- パートナー（祥伝社）Feel young comics 1993年4月、ISBN 4-396-76068-X
- ボンデージ・ファンタジー（祥伝社）Feel young comics 1993年7月、ISBN 4-396-76077-9
- トップ・シークレット（祥伝社） 1993年8月、ISBN 4-396-68006-6
- デイジー・ブルース（祥伝社） 1993年11月、ISBN 4-396-76084-1
- ワイルド・フラワーズ（祥伝社）Feel young comics 上下全2巻

1. 1993年12月 ISBN 4-396-76086-8、2. 1993年12月 ISBN 4-396-76087-6
- アナザー・パートナー（祥伝社） 1994年2月、ISBN 4-396-76088-4
- ノーメイク（祥伝社） 1994年2月、ISBN 4-396-76089-2
- Let’s go to Bed（祥伝社） 1994年4月、ISBN 4-396-76093-0
- ミッドサマー・ナイト（祥伝社） 1994年6月、ISBN 4-396-76100-7
- シーサイド・ラバーズ（祥伝社） 1994年8月、ISBN 4-396-76105-8
- 殉教者（祥伝社） 1994年9月、ISBN 4-396-76108-2
- そして伝えて、日々の終わりに（祥伝社）Feel young comics 上下全2巻

1. 1994年10月 ISBN 4-396-76110-4 、2. 1994年10月 ISBN 4-396-76111-2
- アトラスの風（祥伝社） 1994年11月、ISBN 4-396-76113-9、有栖川寧 原作
- ミルキィ・ラブ : 正しいオトコのつかまえ方（学習研究社）1994年11月、ISBN 4-05-400282-X
- Pinkコネクション（祥伝社） 1995年1月、ISBN 4-396-76118-X
- スイート・ハート（祥伝社） 1995年3月、ISBN 4-396-76124-4
- ライオンの中庭（双葉社）ジュールコミックス 1995年3月、ISBN 4-575-33199-6
  - ライオンの中庭（双葉社）双葉文庫 2004年1月、ISBN 4-575-72497-1
- ヴェルヴェット（祥伝社） 1995年4月、ISBN 4-396-76126-0
- ロンリー・ハーツ・クラブ（祥伝社） 1995年5月、ISBN 4-396-76128-7、桐野夏生 原作
- ヴィオレッタ（祥伝社） 1995年6月、ISBN 4-396-76130-9
- エクスタシー（祥伝社） 1995年7月、ISBN 4-396-76133-3
- あなたのKISSが一番いい（祥伝社） 1995年8月、ISBN 4-396-76134-1
- ベジタブル・ラブ（祥伝社） 1995年11月、ISBN 4-396-76139-2
- ミスター・キューピット（祥伝社）1995年12月、ISBN 4-396-76142-2
- 嵐が丘（世界文化社）マンガ世界の文学8、1996年5月、ISBN 4-418-96206-9 、E.ブロンテ：原作
  - 嵐が丘（双葉社）	双葉文庫 2001年11月 ISBN 4-575-7235-41
- モンロー伝説 : ただ愛が欲しいだけ（祥伝社）Feel comics gold 上下全2巻、桐野夏生 原作

上巻 1996年6月 ISBN 4-396-76151-1、下巻 1996年6月 ISBN 4-396-76152-X
- マンガ マリリン・モンロー : 愛に飢えた魂の伝説（講談社）講談社+α文庫 2003年11月 ISBN 4-06-256793-8

- プレッシャーゲーム（スコラ）スコラレディースコミックス 1996年6月 ISBN 4-7962-8733-7
- BODY Shooting 1（スコラ）スコラレディースコミックス全2巻、

1996年10月 ISBN 4-7962-8751-5、1997年2月 ISBN 4-7962-8782-5
- DRAG（祥伝社）Feel comics gold、 1997年1月、ISBN 4-396-76160-0、エミ・エレオノーラ 原作
- 天使の誘惑（スコラ）スコラレディースコミックス 1997年3月 ISBN 4-7962-8789-2
- Beehive : 蜜蜂の巣（小学館）Big comics special 1997年7月 ISBN 4-09-184851-6、鈴木瑶子 原作
- B.P.D 1（リイド社）SPコミックス 全2巻、有栖川寧：原作

1. 1997年7月 ISBN 4-8458-1398-X、2．1997年10月 ISBN 4-8458-1399-8
- Feel so bad（双葉社）双葉文庫 1997年8月 ISBN 4-575-72077-1
- 森園みるく : 自選傑作集（双葉社）日本漫画家大全 1998年2月 ISBN 4-575-28811-X
- 楽園（ペヨトル工房） 1998年2月 ISBN 4-89342-235-9、霧島恵里子 原作
- 悪魔の帰還 : サターン・リターン（太田出版）1998年10月 ISBN 4-87233-415-9
- プラチナ・フィンガー1（スコラ）スコラレディースコミックス 全1巻未完、1998年11月 ISBN 4-7962-8900-3 南智子：原作
  - プラチナ・フィンガー（マイクロマガジン社）全1巻、2003年6月 ISBN 4-89637-147-X 南智子：原作
- メランコリア（ソフトバンククリエイティブ）SB comics 1999年3月 ISBN 4-7973-0835-4 村崎百郎：原作
- フィータス : 人間未満（筑摩書房）2000年7月 ISBN 4-480-88802-0 村崎百郎：原作
  - フィータス : 人間未満（双葉社）双葉文庫 2004年8月 ISBN 4-575-72526-9
- クレオパトラ 氷の微笑（ぶんか社）ぶんか社コミックス 全4巻、村崎百郎：原作

1. 2001年12月 ISBN 4-8211-9912-2、2. 2002年6月 ISBN 4-8211-9961-0
3. 2003年1月 ISBN 4-8211-9997-1、4. 2003年2月 ISBN 4-8211-8003-0
- クレオパトラ 氷の微笑（ぶんか社）まんがグリム童話 文庫版 全5巻、村崎百郎：原作

1. 2005年2月 ISBN 4-8211-8128-2、2. 2005年2月 ISBN 4-8211-8129-0
3. 2005年2月 ISBN 4-8211-8130-4、4. 2005年2月 ISBN 4-8211-8131-2、5. 2005年2月 ISBN 4-8211-8132-0
- シンデレラ―世界一美しい残酷童話（双葉社）双葉文庫 2002年11月 ISBN 4-575-72431-9
- 欲望の迷宮（双葉社）双葉文庫 2002年12月 ISBN 4-575-72437-8
- 黒衣のヴィーナス : 森園みるくミステリー選集1（双葉社）双葉文庫 2003年5月 ISBN 4-575-72460-2
- Miss,judge―篠宮陽子弁護ファイル（徳間書店）トクマコミックス 2003年9月 ISBN 4-19-780202-1 小早川浩 原作
- 氷の涯 : 森園みるくミステリー選集2（双葉社）双葉文庫 2003年10月 ISBN 4-575-72482-3
- 新・残酷の眠るグリム童話（双葉社）双葉文庫 2004年2月 ISBN 4-575-72499-8
- まぼろしの街 : 廃墟をめぐる闇と恐怖 森園みるくミステリー選集3（双葉社）双葉文庫 2004年4月 ISBN 4-575-72506-4
- ドン・ジョヴァンニ—マンガで楽しむ傑作オペラ（自由国民社）2006年6月 ISBN 4-426-32400-9
- 女囚刑事黒アゲハ（ぶんか社）まんがグリム童話 2006年7月 ISBN 4-8211-8319-6 阿曾恵海 原作
- 極妻母ちゃんドタバタ日記（ぶんか社） 2006年7月 ISBN 4-8211-8317-X
- 親ゆび姫（ぶんか社）まんがグリム童話 2007年2月 ISBN 978-4-8211-8398-2 阿曾恵海, 西魚リツコ 原作
- 欲望の聖女 令嬢テレジア（小学館）フラワーコミックス・スペシャル 全12巻 藤本ひとみ 原作

1. 2007年3月26日 ISBN 978-4-09-131117-7、2. 2007年6月26日 ISBN 978-4-09-131246-4
3. 2007年9月26日 ISBN 978-4-09-131399-7、4. 2007年12月21日 ISBN 978-4-09-131576-2
5. 2008年4月25日 ISBN 978-4-09-131719-3、6. 2008年7月10日 ISBN 978-4-09-132039-1
7. 2008年11月10日 ISBN 978-4-09-132190-9、8. 2009年2月10日 ISBN 978-4-09-132329-3
9. 2009年6月10日 ISBN 978-4-09-132639-3、10. 2009年9月10日 ISBN 978-4-09-132805-2
11. 2010年1月8日 ISBN 978-4-09-133129-8、12. 2010年4月9日 ISBN 978-4-09-133269-1
- 極妻母ちゃんドタバタ日記 2（ぶんか社）2007年4月 ISBN 978-4-8211-8411-8 椿みさを 体験・構成、村崎百郎 シナリオ
- 実録!銀座ホステス物語（ぶんか社）2007年10月 ISBN 978-4-8211-8498-9 金沢京子 取材・構成、村崎百郎 構成
- 強精捜査!セックスポリス（青林堂）2008年8月 ISBN 978-4-79260411-0 村崎百郎 原作
- 殺しのヴィーナス（ぶんか社）まんがグリム童話 2008年12月 ISBN 978-4-8211-8717-1 村崎百郎 原作
- カクテル・ストーリーズ
- 夜の果ての旅
- KISS MY ASS
- ワイルドガーデン

### 未収録作品
- だって私、クレオパトラですから！

### イラスト
- 恋したら危機（MOE出版）
- トパーズ色のBAND伝説
- 恋したら危機(クライシス)!〈パート2〉